# Horní Vernéřovice

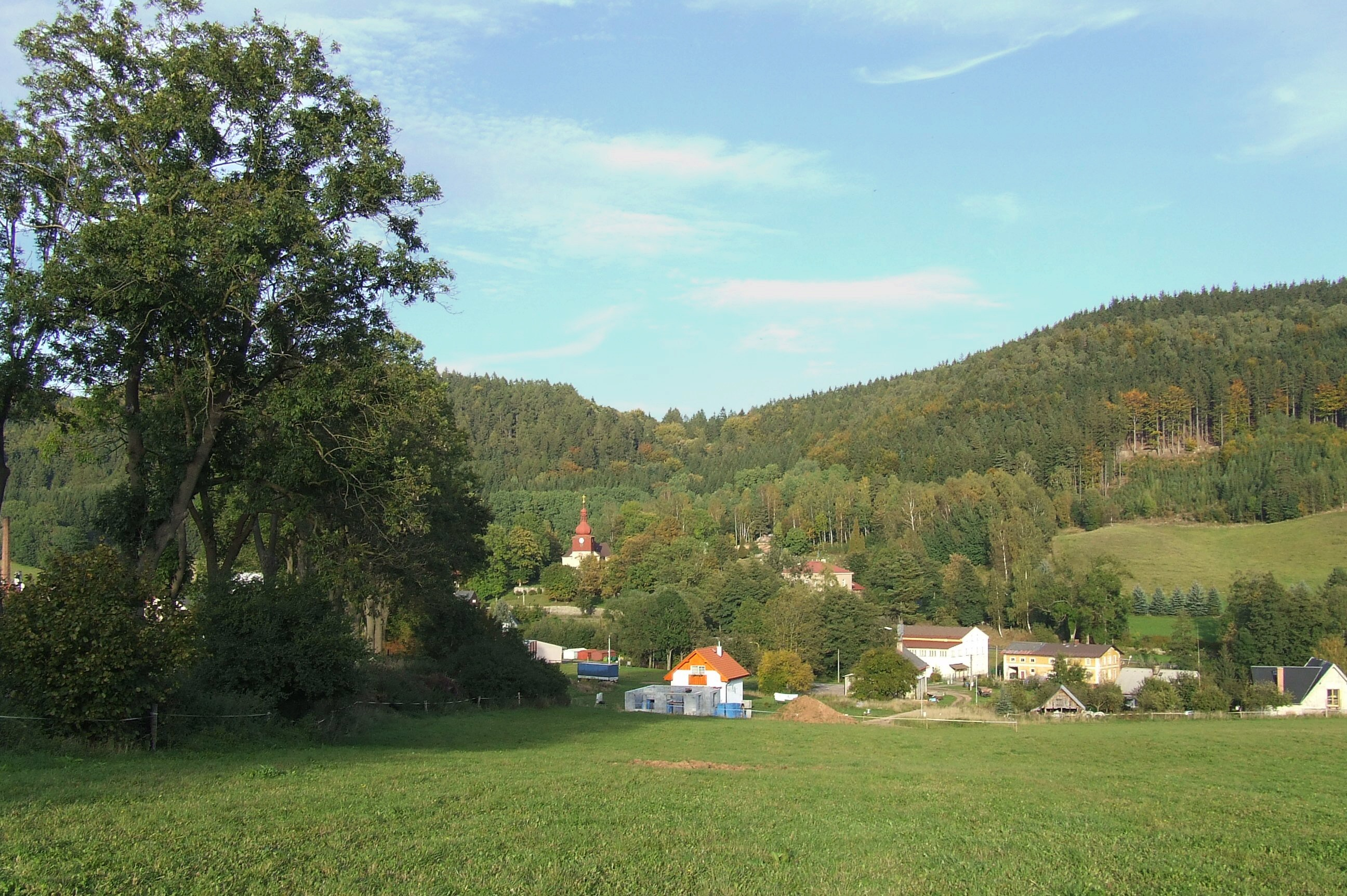
Blick von Westen auf das Ortszentrum

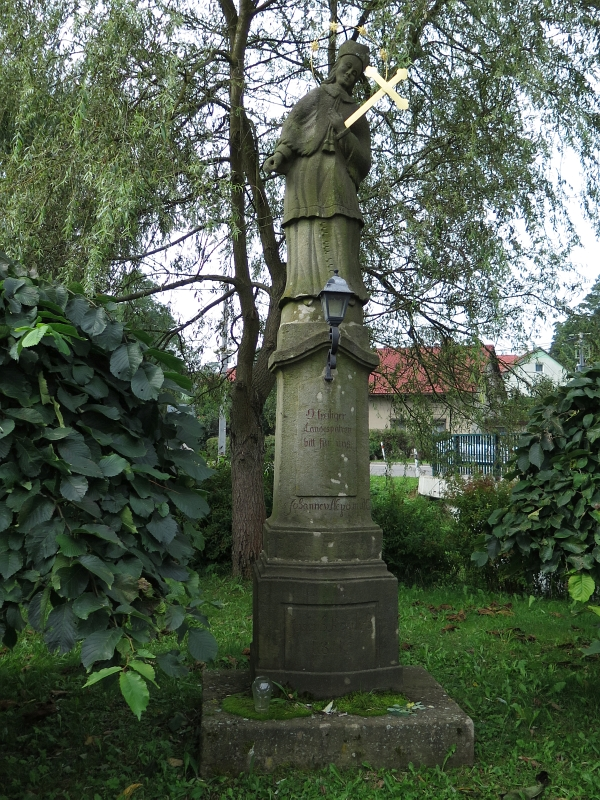
Statue des Johannes von Nepomuk

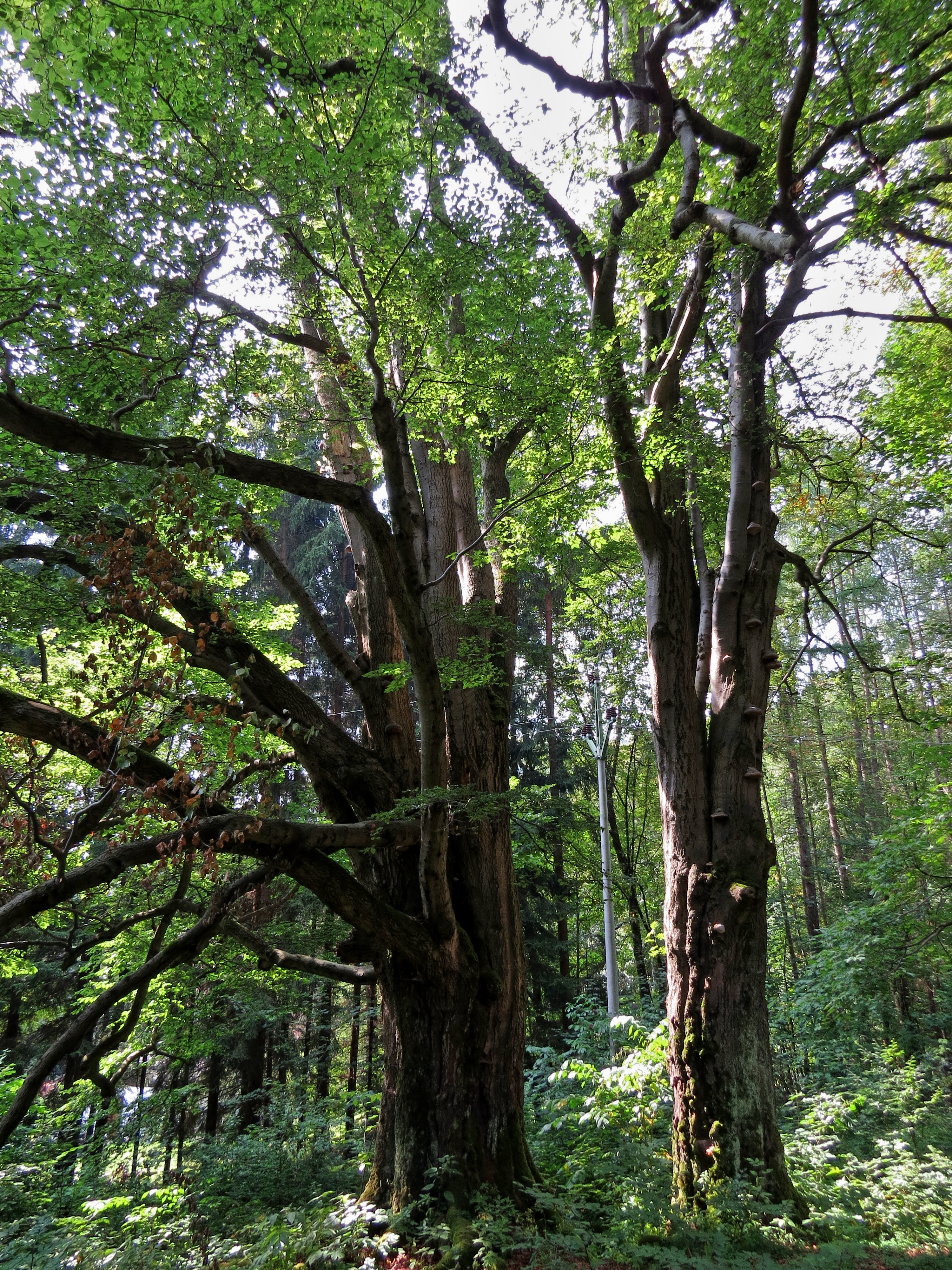
Buchen bei Johnsdorf

Horní Vernéřovice (deutsch Ober Wernersdorf) ist eine Grundsiedlungseinheit der Gemeinde Jívka in Tschechien. Sie liegt zehn Kilometer nordwestlich von Police nad Metují und gehört zum Okres Trutnov. Horní Vernéřovice bildet das Zentrum der Gemeinde Jívka und ist der Sitz des Gemeindeamtes.

## Geographie
Horní Vernéřovice befindet sich im Westen des Braunauer Berglandes zwischen der Adersbach-Weckelsdorfer Felsenplatte, der Závora (Qualischer Riegel) und dem Habichtsgebirge (Jestřebí hory). Das sich unmittelbar nördlich an Dolní Vernéřovice anschließende Dorf erstreckt sich auf einer Länge von drei Kilometern im Tal des Dřevíč (Erlitzbach). Durch Horní Vernéřovice verläuft die Staatsstraße II/301 zwischen Trutnov und Police nad Metují. Nördlich erheben sich der Strážný vrch (Wachberg, 656 m n.m.) und der Nad Srázem (Schindelgrube, 738 m n.m.), im Nordosten der Čáp (Storchberg, 786 m n.m.) und die Supí skály (Geiershut, 771 m n.m.), östlich die Teichmannkoppe (696 m n.m.), im Südosten der Záhoř (Zahor, 607 m n.m.), südwestlich die Kolčarka (697 m n.m.), im Westen der Žaltman (Hexenstein, 739 m n.m.) und die Hradiště (Ratschenkoppe, 683 m n.m.) sowie nordwestlich der Zadní Rač (Hinterratsch, 681 m n.m.) und die Přední Hradiště (Vorderratsch, 710 m n.m.).
Nachbarorte sind Janovice, Nové Domy und die Wüstungen Záboř und Záboř im Norden, Skály und Studnice im Nordosten, Skalka im Osten, Vlásenka und Vápenka im Südosten, Dolní Vernéřovice im Süden, Strážkovice, Petrovice und Malé Svatoňovice im Südwesten, Přední Hory, Na Horách und Radvanice im Westen sowie Chvaleč im Nordwesten.

## Geschichte
Das Dorf wurde vermutlich in der Mitte des 13. Jahrhunderts durch einen Lokator Werner gegründet. Die erste urkundliche Erwähnung der Pfarre Bernherivilla erfolgte 1355. Im darauf folgenden Jahr wurde das Dorf als Wernerivilla erwähnt. Zwischen 1359 und 1371 gehörte Wernherzowicz zusammen mit Starkinstat dem Ritter Rubin von Žampach, dem Kaiser Karl IV. das Privileg zum Betrieb einer Mühle an der Erlitz erteilte. Später wurde Wernyerzowicz der Burg Skály untertänig. Die Pfarrei erlosch wahrscheinlich während der Hussitenkriege, 1486 findet sich die Erwähnung einer kleinen Kapelle. Seit 1540 ist in Wernersdorf eine Filialkirche der Pfarrei Starkstadt nachweislich, wahrscheinlich bestand damals bereits eine Schule. 1542 wurde das Dorf als Werznirzowicze und 1607 zur Unterscheidung vom anderen Wernersdorf bei Braunau als Cziesky Werniržowicze bzw. Böhmisch Wernersdorf bezeichnet. 
Im Zuge der Erbteilung zwischen den Brüdern Věněk Skoch und Bernart Hertvík Čertorejský von Čertorej, Landeshauptmann des Königgrätzer Kreises († 1654), wurde 1625 die Herrschaft Katzenstein (Skály) 1625 geteilt. Die Teilung zerschnitt Böhmisch Wernersdorf; das Oberdorf verblieb als Böhmisch Ober Wernersdorf bei Katzenstein. Das nunmehr Böhmisch Unter Wernersdorf genannte Unterdorf fiel Bernart Hertvík Čertorejský auf Starkstadt zu.
1662 erwarb das neu gegründete Bistum Königgrätz das Gut Katzenstein von Wilhelm Albrecht Kolowrat-Krakowsky als Dotation für das Domkapitel; Bischof Matthäus Ferdinand Sobek von Bilenberg gab dem Gut den neuen Namen Bischofstein. 1702 wurde in Böhmisch Ober Wernersdorf eine Pfarre eingerichtet; anstelle der alten Holzkirche entstand 1710 ein neuer barocker Kirchenbau.
Im Jahre 1836 bestand das im Königgrätzer Kreis gelegene Dorf Böhmisch-Ober-Wernersdorf bzw. Český Weřnerowice hornj aus 80 Häusern, in denen 478 überwiegend deutschsprachige Personen lebten. Haupterwerbsquelle bildeten die Landwirtschaft und die Handweberei, außerdem wurden Putzen- und Fackelgarne gefertigt. Unter dem Patronat der Obrigkeit standen die Pfarrkirche der hl. Maria Magdalena und die Pfarrschule. Außerdem gab es im Ort ein herrschaftliches Branntweinhaus, ein Jägerhaus, zwei Mühlen, eine Brettsäge und einen Mühlteich. Böhmisch-Ober-Wernersdorf war Pfarrort für Dreiborn, Zaboř, Neuhaus (Nové Domy), Böhmisch-Unter-Wernersdorf, Gipka, Radowenz, Brenden (Paseka), Schönborn (Studénka) und Johnsdorf. Bis zur Mitte des 19. Jahrhunderts blieb das Dorf dem Gut Bischofstein untertänig.
Nach der Aufhebung der Patrimonialherrschaften bildete Ober-Wernersdorf/Horní Verniřovice ab 1849 einen Ortsteil der Gemeinde Wernersdorf/Verniřovice im Gerichtsbezirk Politz. 1868 wurde die Gemeinde dem Bezirk Braunau zugeordnet. Nach der Auflösung der Gemeinde Wernersdorf entstanden in den 1870er Jahren die Gemeinden Unter-Wernersdorf und Ober-Wernersdorf (mit Neuhaus). Der Friedhof um die Kirche wurde 1885 aufgehoben, der neue Friedhof wurde am Hang südöstlich der Kirche angelegt. In diesem Jahr lebten in Ober-Wernersdorf 568 Menschen, davon 549 Deutsche und 19 Tschechen. Im Jahre 1886 erfolgte der Neubau der Schule und 1890 des Pfarrhauses. 1894 wurde Ober-Wernersdorf Teil des neu gebildeten Gerichtsbezirkes Wekelsdorf. Größtes Unternehmen war die Mechanische Leinenweberei Siegel. Im Jahre 1900 hatte das Dorf 498 Einwohner, 1930 waren es 420. Von 1939 bis 1945 gehörte die Gemeinde zum deutschen Landkreis Braunau. 1939 lebten in Ober Wernersdorf 443 Personen.
Nach dem Zweiten Weltkrieg kam die Gemeinde zur Tschechoslowakei zurück und die deutschen Bewohner wurden vertrieben. 1949 erfolgte die Eingemeindung von Dolní Vernéřovice und Studnice. Im Zuge der Gemeindegebietsreform von 1960 wurde die Gemeinde nach der Aufhebung des Okres Broumov dem Okres Trutnov zugeordnet. 1961 lebten in Horní Vernéřovice 405 Personen. Horní Vernéřovice mit seinen Ortsteilen Dolní Vernéřovice, Nové Domy und Studnice wurde 1964 nach Jívka eingemeindet. 1981 verlor das Dorf den Status eines Ortsteils. Das ehemalige Schulhaus wird heute als Kindergarten genutzt.

## Ortsgliederung
Horní Vernéřovice bildet einen Katastralbezirk, der auch die Ansiedlung Nové Domy (Neuhaus) umfasst.

## Sehenswürdigkeiten
- Kirche der hl. Maria Magdalena, erbaut 1710 anstelle eines hölzernen Vorgängerbaus.
- Statue des hl. Johannes von Nepomuk
- Buky u Janovic, zwei mächtige Buchen von 33 bzw. 29 m Höhe sowie Stammumfängen von 4,7 bzw. 3,7 m, unterhalb des Johnsdorfer Hegerhauses. Sie haben ein Alter von 140 Jahren und sind seit 2001 als Baumdenkmal geschützt.[5]

## Persönlichkeiten
- Gunter Hofmann (* 1942), Journalist und Autor